# Ilia Leonov
Pour les articles homonymes, voir Leonov.
Ilia Leonov, né le 21 décembre 1979 à Moscou, est un joueur de beach soccer international russe.
Il est reconnu pour ses qualités de leader, de passeur et d'organisateur de son équipe, ainsi que pour son efficacité redoutable sur coup de pied arrêté.

## Biographie
Ilia Leonov joue d'abord au futsal. Il découvre le beach soccer en 2005. Rapidement il intègre l'équipe de Russie dont il est le capitaine lors des victoires en Coupe du monde, championnat d'Europe et Coupe d'Europe.
En 2010, il devient l'entraîneur-joueur de la section beach soccer du Lokomotiv Moscou avec Mikhail Likhachev. Dès la première année, il est champion de Russie puis réalise le triplé coupe-supercoupe-championnat l'année suivante. 2012 est une année fructueuse pour le Loko. Le club remporte toutes les compétitions auquel il participe à commencer par le titre de champion du Monde des Clubs remporté à São Paulo contre le CR Flamengo. L'équipe conserve ensuite ses titres en coupe et championnat.
En 2013, Leonov est élu meilleur joueur de l'Euro Beach Soccer League qu'il remporte avec la Russie.

## Clubs

### Futsal
- 1998-2000 :  Sportakademklub (70 matchs et 2 buts)
- 2000-2003 :  Poligran
- 2004-2005 :  Lehman
- 2005-2008 :  Almaz-Alrosa (football en salle)
- 2008-2011 :  Alrosa Diamond (futsal, 47 matchs et 19 buts)

### Beach soccer
- 2005-2010 :  Strogino
- 2010 :  Delta
- Depuis 2010 :  Lokomotiv Moscou

## Palmarès

### Futsal
- Almaz-Alrosa
  - Vainqueur de la Coupe d'Europe des clubs champion UEFS en 2005
  - Vainqueur de la Coupe d'Europe UEFS en 2005
  - Vainqueur de la Coupe Intercontinentale en 2005 (Europe-Amérique), 2005 et 2006 (Europe-Australie)
  - 3e du championnat de Russie en 2006

- Alrosa Diamond
  - Vainqueur de la Major League 2009-2010

### Beach soccer

#### En sélection
| Compétitions mondiales                                                                                     | Compétitions continentales |
| --- | --- |
| - Coupe du monde (2) - Vainqueur en 2011 et 2013 - Coupe intercontinentale (2) - Vainqueur en 2011 et 2012 | - Euro Beach Soccer League (3) - Vainqueur en 2009, 2011 et 2013 - Finaliste en 2012 - 3e en 2007, 2008 et 2010 - Euro Beach Soccer Cup (2) - Vainqueur en 2010 et 2012 - Finaliste en 2005 - Tournoi qualificatif à la Coupe du monde - Finaliste en 2009 et 2013 - 3e en 2008 et 2011 |

#### En club
Strogino
- Champion de Russie en 2008 et 2009
- Vainqueur de la Coupe de Russie en 2008 et 2009

 Lokomotiv Moscou
- Vainqueur de la Coupe du monde des clubs en 2012, 4e en 2011
- Vainqueur de l'Euro Winners Cup en 2013
- Champion de Russie en 2010, 2011 et 2012
- Vainqueur de la Coupe de Russie en 2011, 2012 et 2013
- Vainqueur de la Supercoupe de Russie en 2011[6]

#### Individuel
- Coupe du monde
  - Meilleur joueur en 2011

- Euro Beach Soccer League
  - Meilleur joueur en 2013

- Euro Beach Soccer Cup
  - Meilleur joueur en 2010

- Championnat de Russie[7]
  - Meilleur joueur en 2008